# Гаврильченко Анастасія Дмитрівна
Анастасія Гаврильченко (до шлюбу Буряченко; нар. 4 липня 1989, Новомосковськ, Українська РСР) — українська спортсменка, п'ятиразова чемпіонка України з тхеквондо, призерка чемпіонату світу з рукопашного бою, капітан митної служби України, блогерка.

## Життєпис
Анастасія Буряченко народилася 4 липня 1989 року в місті Новомосковськ Дніпропетровської області.
Займається тхеквондо з 10 років. Має звання майстра спорту міжнародного класу з рукопашного бою та майстра спорту України з тхеквондо WTF.
2006—2011 — навчання в Академії митної служби України (зараз Університет митної справи та фінансів) у Дніпрі.
З 2011 по 2020 рік працювала на посаді старшого державного інспектора митних постів «Новомосковськ» та «Аеропорт» Дніпропетровської митниці ДФС. Має звання капітана митної служби України.
У 2022 році Анастасія Гаврильченко організувала робочі місця для українських жінок, вимушених переселенок, у Німеччині. Також допомагає фінансово ЗСУ та силам тероборони України.

## Спортивні досягнення
2002 рік — отримала першість України серед дітей з Тхеквондо ВТФ, місто Донецьк.
2003 рік — першість України серед з Тхеквондо ВТФ, місто Одеса, та першість України серед юнаків та дівчат з Тхеквондо ВТФ, місто Харків у ваговій категорії 54 кг.
2005 — першість України серед кадетів, місто Дніпро.
2006 рік — звання майстра спорту України з тхеквондо.
2013 рік — срібна призерка сьомого Чемпіонату світу з рукопашного бою у ваговій категорії 45-50 кг. Майстер спорту України міжнародного класу з рукопашного бою.
П'ятиразова чемпіонка України з тхеквондо (WTF). Переможниця міжнародних турнірів з тхеквондо (WTF).